# Даррелл, Луиза
Луиза Флоренс Даррелл (англ. Louisa Florence Durrell), урождённая Луиза Флорэнс Дикси (англ. Louisa Florence Dixie) (16 января 1886, Рурки, Британская Индия — 24 января 1964, Борнмут, Англия, Великобритания) — британка англо-ирландского происхождения, мать писателей Джеральда и Лоуренса Дарреллов. Получила всемирную известность после того, как её младший сын Джеральд Даррелл описал её вместе с другими членами их семьи в своей автобиографической книге «Моя семья и другие животные» (1956).

## Биография
Луиза Флорэнс Дикси родилась 16 января 1886 года в англо-ирландской протестантской семье в городе Рурки на севере Индии, где ее семья была колонистами во времена британского владычества. Ее отец, Джордж Дикси (англ. George Dixie), был главным клерком и бухгалтером в Ganges Canal Foundry.
В Индии она познакомилась с также родившимся в Индии английским инженером Лоуренсом Сэмюелем Дарреллом. В 1910 году она вышла за него замуж. В связи с инженерной работой Лоуренса они вместе много путешествовали по всей Индии. 
У Луизы с Лоуренсом было три сына и две дочери: Лоуренс (Ларри), Марджери, Лесли, Маргарет (Марго) и Джеральд (Джерри). Первая дочь, их второй ребенок, Марджери Рут (англ. Margery Ruth), умерла в младенчестве. Она родилась в ноябре 1915 года, а уже в апреле 1916 года скончалась от дифтерии. Луизу описывали как заботливую мать, избегавшую социальных контактов только для того, чтобы быть со своими детьми в годы их взросления.
Луиза активно интересовалась спиритизмом и кулинарией. В отличие от многих колонистов она много общалась с индийцами, в основном чтобы узнать о местных спиртных напитках и кухне. Она не соответствовала взглядам своего времени на сегрегацию социальных групп.
В 1928 году, когда Луизе было 42 года, в Далхаузи в Индии от опухоли головного мозга в возрасте 43 лет скончался её супруг Лоуренс Сэмюель. После этого она решила вместе со всей семьей вернуться в Англию. В 1932 году они поселились в Борнмуте. Она купила дом, который назвала Дикси Лодж.
В 1935 году она снова переехала, со своим старшим сыном Лоуренсом и его новой женой Нэнси на греческий остров Корфу, взяв с собой остальных детей. Об этом времени своего детства, проведённом на острове Корфу её самый младший сын Джеральд в 1956 году написал автобиографическую книгу «Моя семья и другие животные». Позже об этом же периоде он написал ещё две книги «Птицы, звери и родственники» (1969) и «Сад богов» (1978), описанные события в которых, в отличие от первой, были уже в основном вымышленные. Вместе они образовали трилогию о жизни семьи Дарреллов на Корфу. В них Джеральд изобразил свою мать благонамеренным, но немного эксцентричным матриархом их семьи. 
В июне 1939 года, перед началом Второй мировой войны, Луиза с детьми вернулась в Англию. После войны она какое-то время жила со своей дочерью Маргарет, у которой был пансион в Борнмуте, а также с Джеральдом в его доме в зоопарке на острове Джерси в проливе Ла-Манш.
Луиза Даррелл скончалась в Борнмуте 24 января 1964 года в возрасте 78 лет.

## Киновоплощения
Трилогия Джеральда Даррелла несколько раз адаптировалась для британских теле- и радиосериалов. В сериале BBC «Моя семья и другие животные» 1987 года Луизу сыграла актриса Ханна Гордон, в адаптации BBC 2005 года Имельда Стонтон, в двухсерийной драме BBC Radio 2010 года Селия Имри, в сериале ITV 2016–2019 годов «Дарреллы» Кили Хоус.